# جورجي بيف
جورجي بيف (بالبلغارية: Георги Пеев)‏ (11 مارس 1979 صوفيا بلغاريا - ) هو لاعب كرة قدم بلغاري، شارك في بطولة أمم أوروبا 2004.

## وصلات خارجية
جورجي بيف على موقع اتحاد أوكرانيا (الإنجليزية)
- جورجي بيف على موقع قاعدة بيانات كرة القدم.إي يو (الإنجليزية)
- جورجي بيف على موقع ناشيونال فوتبول تيمز (الإنجليزية)
- جورجي بيف على موقع Soccerway.com (الإنجليزية)
- جورجي بيف على موقع عالم كرة القدم.نت (الإنجليزية)